# 安平镇 (岑溪市)
安平镇，是中华人民共和国广西壮族自治区梧州市岑溪市下辖的一个乡镇级行政单位。

## 行政区划
安平镇下辖以下地区：
太平社区、古院村、成美村、同心村、凤新村、中庆村、富宁村、富罗村、罗同村、灵山村、尖峰村、治垌村、纯塘村、昙伦村、白板村、三塘村和古益村。